# Schuyler (Nebraska)
Schuyler es una ciudad ubicada en el condado de Colfax en el estado estadounidense de Nebraska. En el Censo de 2010 tenía una población de 6211 habitantes y una densidad poblacional de 898,16 personas por km².

## Geografía
Schuyler se encuentra ubicada en las coordenadas 41°26′58″N 97°3′46″O / 41.44944, -97.06278. Según la Oficina del Censo de los Estados Unidos, Schuyler tiene una superficie total de 6.92 km², de la cual 6.69 km² corresponden a tierra firme y (3.3%) 0.23 km² es agua.

## Demografía
Según el censo de 2010, había 6211 personas residiendo en Schuyler. La densidad de población era de 898,16 hab./km². De los 6211 habitantes, Schuyler estaba compuesto por el 56.71% blancos, el 1.34% eran afroamericanos, el 1.72% eran amerindios, el 0.23% eran asiáticos, el 0.03% eran isleños del Pacífico, el 37% eran de otras razas y el 2.98% pertenecían a dos o más razas. Del total de la población el 65.37% eran hispanos o latinos de cualquier raza.